# Finlandia na Letnich Igrzyskach Olimpijskich 1956
Finlandię na Letnich Igrzyskach Olimpijskich 1956 reprezentowało 64 zawodników w 14 dyscyplinach w 62 konkurencjach, 63 mężczyzn i 1 kobieta (69 w 15 dyscyplinach w 67 konkurencjach, wliczając zawody w Sztokholmie).

## Zdobyte medale
| Medal  | Zawodnik                                                                                         | Dyscyplina           | Konkurencja                                  | Rezultat     |
| ------ | ------------------------------------------------------------------------------------------------ | -------------------- | -------------------------------------------- | ------------ |
| Złoto  | Pentti Linnosvuo                                                                                 | Strzelectwo          | Pistolet dowolny 50 m mężczyzn               | 556 pkt      |
| Złoto  | Rauno Mäkinen                                                                                    | Zapasy               | Waga do 62 kg w stylu klasycznym mężczyzn    | [ 3 ] [ 4 ]  |
| Złoto  | Kyösti Lehtonen                                                                                  | Zapasy               | Waga do 67 kg w stylu klasycznym mężczyzn    | [ 3 ] [ 4 ]  |
| Srebro | Olavi Mannonen                                                                                   | Pięciobój nowoczesny | Indywidualnie mężczyzn                       | 4774,5 pkt   |
| Brąz   | Erkki Penttilä                                                                                   | Zapasy               | Waga do 62 kg w stylu wolnym mężczyzn        | [ 3 ] [ 6 ]  |
| Brąz   | Taisto Kangasniemi                                                                               | Zapasy               | Waga pow. 87 kg w stylu wolnym mężczyzn      | [ 3 ] [ 7 ]  |
| Brąz   | Olavi Mannonen Wäinö Korhonen Berndt Katter                                                      | Pięciobój nowoczesny | Drużynowo mężczyzn                           | 13 185,5 pkt |
| Brąz   | Wäinö Korhonen                                                                                   | Pięciobój nowoczesny | Indywidualnie mężczyzn                       | 4750 pkt     |
| Brąz   | Voitto Hellsten                                                                                  | Lekkoatletyka        | Bieg na 400 m mężczyzn                       | 47,15        |
| Brąz   | Veikko Karvonen                                                                                  | Lekkoatletyka        | Maraton mężczyzn                             | 2h 27:47     |
| Brąz   | Jorma Valkama                                                                                    | Lekkoatletyka        | Skok w dal mężczyzn                          | 7,48 m       |
| Brąz   | Pentti Hämäläinen                                                                                | Boks                 | Waga piórkowa mężczyzn                       | [ 3 ] [ 12 ] |
| Brąz   | Kalevi Suoniemi Berndt Lindfors Martti Mansikka Onni Lappalainen Olavi Leimuvirta Raimo Heinonen | Gimnastyka           | Wielobój drużynowo mężczyzn                  | 555,95 pkt   |
| Brąz   | Kauko Hänninen Reino Poutanen Veli Lehtelä Toimi Pitkänen Matti Niemi                            | Wioślarstwo          | Czwórka ze sternikiem mężczyzn               | 7:30,09      |
| Brąz   | Vilho Ylönen                                                                                     | Strzelectwo          | Karabin dowolny, trzy postawy 300 m mężczyzn | 1128 pkt     |